# 热拉尔·穆鲁
热拉尔·阿爾貝·穆鲁（法語：Gérard Albert Mourou；法語：[ʒeʁaʁ muʁu]，1944年6月22日—）是一位法国物理学家。他與唐娜·斯特里克兰、阿瑟·阿什金共同獲得2018年诺贝尔物理学奖。 穆鲁與斯特里克兰共同發明了一種稱為啁啾脈波放大的科技，其後來被用來製成超短與超強（拍瓦）的激光脈波。

## 生平
穆鲁於1944年6月22日出生於法國阿爾貝維爾。1967年，穆鲁獲得格勒诺布尔大学學士學位。1973年，他獲得皮埃尔和玛丽·居里大学(巴黎第六大學, 现索邦大学)博士學位。之後，他在國立高等先進技術學校與巴黎綜合理工學院共同管理的光學應用實驗室工作。
1978年，他遠渡重洋到美國羅徹斯特大學的激光能量學實驗室工作。在那時，激光能量學實驗室的主要任務是進行慣性約束聚變。穆鲁的責任是領導「超快科學小組」（Ultrafast Science Group），其目標是研究激光聚變領域的鄰近論題，並且提供博士深造所需要的優良環境。在那裡，他與學生唐娜·斯特里克兰於1985年共同發明了啁啾脈衝放大技術，其能夠製成超強與超短的光學脈衝，從而大幅度提高激光功率。之前在這方面的研究曾遭到多次失敗，因為直接放大脈衝會損害光學儀器。啁啾脈衝放大技術先將脈衝的脈寬拉開，然後進行放大，最後用再把脈寬壓縮成如同先前一般。這樣，由於在放大時，脈衝的脈寬已被拉開，光強不會損害放大器。最初，這技術只能製成皮秒脈衝，功率增加到吉瓦。後來，進階研究造成了高達1000倍的改善，製成飛秒脈衝，能夠給出太瓦功率。由於這麼大幅度地提高功率，這技術在化學、醫學與製造業領域用途廣泛。在眼科領域，他發明了醫治眼睛與白內障的飛秒屈光手術。他對於眼角膜的研究開創了IntraLASIK技術，其成功地幫助了超過5百萬病人。這技術也提供基礎科學重要研究工具，實現了強場物理學與阿秒科學的發展。當今，全世界有許多拍瓦級激光設施正在運作或建造之中。
從2005年至2009年，穆魯任聘為國立高等先進技術學校光學應用實驗室的主任，他的主要研究項目為極端光基礎設施，其目標是研究超高強激光、激光與物質相互作用。他是極端光基礎設施計畫的創始者。穆魯是巴黎綜合理工學院的榮譽教授，密西根大學的榮譽教授。他開創了密西根大學的超快光學科學中心，是該中心的主任。
羅徹斯特大學的光學教授與前光學學院主任偉恩·瑙克斯是穆魯的第一個博士學生。瑙克斯認為，穆魯是他一生所遇到最具前瞻與最有創響力的人之一。瑙克斯表示，他永遠都在思考下一個10倍，假若他的激光的強度為1018 瓦特每平方釐米，那麼他又會想製造一個更強一千倍的激光。

## 獎勵與榮譽
- 1995年 – 由於「在超快光學領域做出貢獻，特別是引入啁啾脈波放大的概念於激光系統，從而提升光學功率峰值至新高值」，因此獲頒美國光學學會的伍德獎（英语：Wood Prize）。[10]
- 1997年 – 國際光電工程學會的 艾德格頓獎（英语：Edgerton Award）。[11]
- 2004年 –因為「對於超快光學的開創性貢獻，包括光學取樣與強飛秒脈衝」，獲得電機電子工程師學會的光子學會（英语：IEEE Photonics Society）的量子電子獎（英语：Quantum Electronics Award）。[12]
- 2005年 –鑑於「在激光科學領域做出傑出貢獻，特別是高功率短波衝激光的發展」，榮獲激光科學與量子光學的威利斯·蘭姆獎（英语：Willis E. Lamb Award for Laser Science and Quantum Optics）。[13]
- 2009年 – 由於「突破性應用高強度激光於精密微機械加工、眼科手術、相對論性的光與物質相互作用」，美國光學學會頒予查爾斯·湯斯獎（英语：Charles Hard Townes Award）。[14]
- 2018年 – 因為「在雷射物理領域的突破性發明」，與阿瑟·阿什金、唐娜·斯特里克兰共同獲得諾貝爾物理學獎。[15]